# Giulia minore (sorella di Cesare)
Giulia minore (102 a.C. – 51 a.C.) è stata una donna romana, sorella di Gaio Giulio Cesare e nonna di Augusto.

## Biografia
Era figlia di Gaio Giulio Cesare e Aurelia Cotta, e sorella, inoltre, di Giulia maggiore. Sposò Marco Azio Balbo, pretore che proveniva da una famiglia plebea di ordine senatorio, dal quale ebbe tre figlie e un figlio:
- Azia, sulla quale non si hanno informazioni e che potrebbe essere morta infante.
- Azia Balbia Cesonia, meglio nota come Azia Maggiore, che fu moglie di Gaio Ottavio e madre di Augusto e di Ottavia minore.
- Azia Balbia, che fu moglie di Lucio Marcio Filippo, figlio di Lucio Marcio Filippo console del 56 a.C., dal quale ebbe una figlia, Marcia, cugina di Ottaviano, che sposò Paolo Fabio Massimo, console nell'11 a.C..
- Marco Azio Balbio. Sposò una Claudia ed ebbe una figlia, Azia, che sposò Gaio Giunio Silano e gli diede un figlio, chiamato come il padre e console nel 10.

Fu probabilmente lei la Giulia sorella di Cesare coinvolta come testimone e accusatrice, insieme alla madre Aurelia, nel caso del sacrilegio di Publio Clodio Pulcro nel 62 a.C.. Morì nel 51 a.C., l'anno successivo alla scomparsa del marito; la sua laudatio funebris fu pronunciata dal nipote Ottaviano, appena dodicenne.